# Alois Plichta
Alois Plichta (6. září 1905, Šebkovice – 9. října 1993, Brno) byl český právník a lokální historik.

## Biografie
Alois Plichta se narodil v roce 1905 v Šebkovicích, tamtéž chodil do obecné školy a následně vychodil měšťanskou školu v Jaroměřicích nad Rokytnou, v roce 1926 odmaturoval na gymnáziu v Moravských Budějovicích a následně nastoupil na Právnickou fakultu Univerzity Karlovy v Praze, tu ukončil v roce 1930. Následně odešel do Velkého Meziříčí, kde mezi lety 1935 a 1948 působil jako advokát a organizátor místního kulturního dění, mimo jiné hájil i Jakuba Demla. Během padesátých let musel odejít z právnické profese, mimo jiné kvůli tomu, že byl příbuzný Antonína Plichty, který byl odsouzen v Babickém procesu. V tu dobu již působil jako advokát v Brně (mezi lety 1948 a 1951). Nastoupil tak do stavebnictví. V roce 1967 byl rehabilitován a nastoupil na pozici právníka krajského úřadu památkové péče v Brně.
Věnoval se historii umění na Vysočině, psal do časopisů Fujara nebo Tvar. Sepsal dvě monografie o Jaroměřicích nad Rokytnou a okolí, jejich název je Jaroměřicko I. a II. Do časopisu Tvar psal již v roce 1928.

## Dílo
Jaroměřicko. Dějiny Jaroměřic nad Rokytnou a okolí; Městský úřad v Jaroměřicích nad Rokytnou, nakladatelství JimFa Třebíč, 1994; I. a II. díl (485 a 492 s.) ISBN 80-85766-38-8 ISBN 80-85766-39-6
Klášter na hranicích. Kulturně historický obraz cisterciáckého kláštera ve Žďáře nad Sázavou. Fotografické přílohy Adolf Rossi.; 180 str. Vydalo Karmelitánské nakl. Kostelní Vydří 1995; ISBN 80-7192-002-9 ;
Řehoř Theny a Žďár nad Sáz. Havlíčkův Brod , 1961.
K nástěnným malbám žďárským. In.: Vlastivědný věstník moravský 1969.
Sochař Josef Cechpauer ve Žďáře nad Sáz.. In.: Umění X.,1962 ss.93n.
Historické základy jaroměřického baroka. In.: O životě a umění. Listy z jaroměřické kroniky 1700-1752. ss. 21- 352. Sborník prací uspořádal Alois Plichta. Str.456 + fotogr. přílohy 64 str. Vydala Místní osvětová beseda v Jaroměřicích nad Rokytnou ve spolupráci s Musejním spolkem v Brně 1974.
Michael Leopold Willmann a jeho žďárský oltář. In.: Umění (?) ss.84- 85.